# جبرگرایی زیستی
جبرگرایی زیست شناختی (به انگلیسی: Biological determinism) که به عنوان جبرگرایی ژنتیکی (به انگلیسی: genetic determinism) هم شناخته می‌شود، یک باور است که رفتار انسان توسط ژن‌های یک فرد یا برخی از اجزای فیزیولوژی آنها کنترل می‌شود، به‌طور کلی با هزینه نقش محیط، چه در رشد جنینی و چه در یادگیری. تقلیل گرایی ژنتیکی یک مفهوم مشابه است، اما از آنجا که اولی به سطح درک می‌پردازد، از جبرگرایی ژنتیکی متمایز است، در حالی که دومی به نقش ظاهراً علّی ژنها اشاره دارد. این امر با حرکات در علم و جامعه از جمله اصلاح نژاد، نژادگرایی علمی و مباحث مربوط به وراثت پذیری ضریب هوشی همراه بوده‌است، اساس گرایش جنسی، و زیست‌جامعه‌شناسی.
آوگوست وایسمان در سال ۱۸۹۲ در نظریه پلاسمای میکروب خود پیشنهاد داد که اطلاعات ارثی فقط از طریق سلول‌های جنسی انتقال می‌یابند، که وی تصور می‌کرد شامل عوامل تعیین‌کننده (ژن‌ها) است. فرانسیس گالتون، با فرض اینکه صفات نامطلوب مانند پاچنبری و جرم و جنایت به ارث رسیده‌است، از اصلاح نژاد طرف داری می‌کرد و هدف از این کار جلوگیری از رشد نادرست افراد ناقص است. ساموئل جورج مورتون و پل بروکا تلاش کردند ظرفیت جمجمه (حجم جمجمه داخلی) را با رنگ پوست مرتبط کنند، قصد داشتند نشان دهند که افراد سفیدپوست برتر هستند. کارگران دیگری مانند HH Goddard، و رابرت یرکیز تلاش کردند تا هوش افراد را بسنجند و نشان دهند که نمرات حاصل ارثی است، باز هم برای نشان دادن برتری فرضی افراد با پوست سفید.
گالتون عبارت سرشت و پرورش را بر سر زبان‌ها انداخت، که بعداً برای توصیف بحث‌های داغ در مورد اینکه ژن یا محیط، رفتار انسان را تعیین می‌کند، مورد استفاده قرار می‌گرفت. دانشمندان مانند اکولوژیست‌ها و متخصصان ژنتیک رفتاری اکنون این مسئله را واضح می‌دانند که هر دو عامل ضروری هستند و بهم پیوسته‌اند.
زیست‌شناس ادوارد ویلسون رشته جامعه‌شناسی را بنا نهاد و بر مشاهدات حیواناتی همچون حشرات اجتماعی تأسیس کرد، و به‌طور متناقض اظهار داشت که توضیحات مربوط به رفتارهای اجتماعی ممکن است برای انسان اعمال شود.